# 1495 Гельсінкі
1495 Гельсінкі (1495 Helsinki) — астероїд головного поясу, відкритий 21 вересня 1938 року.
Тіссеранів параметр щодо Юпітера — 3,344.